# Gaston Suisse
Gaston Suisse, né le 1er décembre 1896 dans le 6e arrondissement de Paris et mort le 7 mars 1988 dans le 13e arrondissement de Paris, est un artiste français, dessinateur, peintre, laqueur, décorateur. Gaston Suisse, « est un artiste majeur de l'Art déco ».
Artiste fondateur de ce qui sera appelé la période Art déco, Gaston Suisse rencontra immédiatement un très large succès, « il fut d'ailleurs nommé sociétaire du Salon d'automne dès sa première participation en 1926. Cette nomination, ainsi que celles qui suivirent, lui valurent de nombreux articles  dans les journaux comme Art Vivant, Échos des industries d'Art, Échos de l'Art, Art et Décoration, Miroir de l'Art, Figaro, Mobilier et Décoration », et des critiques élogieuses et unanimes.
« Parallèlement à sa production de laqueur, il créa des projets de tissus pour madame Duchesne, exécuta des cartons de vitraux pour Jacques Gruber, dessina des décors pour les Ballets russes de l'Opéra de Paris et des costumes pour la Comédie-Française». Exposant à la galerie Brandt, avec le groupe des animaliers, il dessina pour ce dernier des grilles d'intérieur et des caches radiateurs qui furent exécutés en fer forgé. Il réalisa pour les ensembliers Jansen, Straub, Brandt, Ruhlmann et Boyer, des meubles et des panneaux laqués et décorés, et pour Hermès une centaine de coffrets laqués. Après l’Exposition internationale des Arts décoratifs et industriels modernes de 1925, Gaston Suisse se tourna véritablement vers la modernité. Ce renouveau stylistique s’exprima principalement dans ses meubles et dans ses boîtes ».
Gaston Suisse ne s'est pas contenté de représenter la faune et la flore. Son œuvre représente des paysages, des personnages, ou encore d'immenses compositions, comme celle commandée par la ville de Paris pour l'Exposition internationale de 1937,. Gaston Suisse prend naturellement sa place parmi celle des plus grands artistes du XXe siècle, celle d’un homme très cultivé, passionné de recherches et d’expériences nouvelles" .

## Biographie

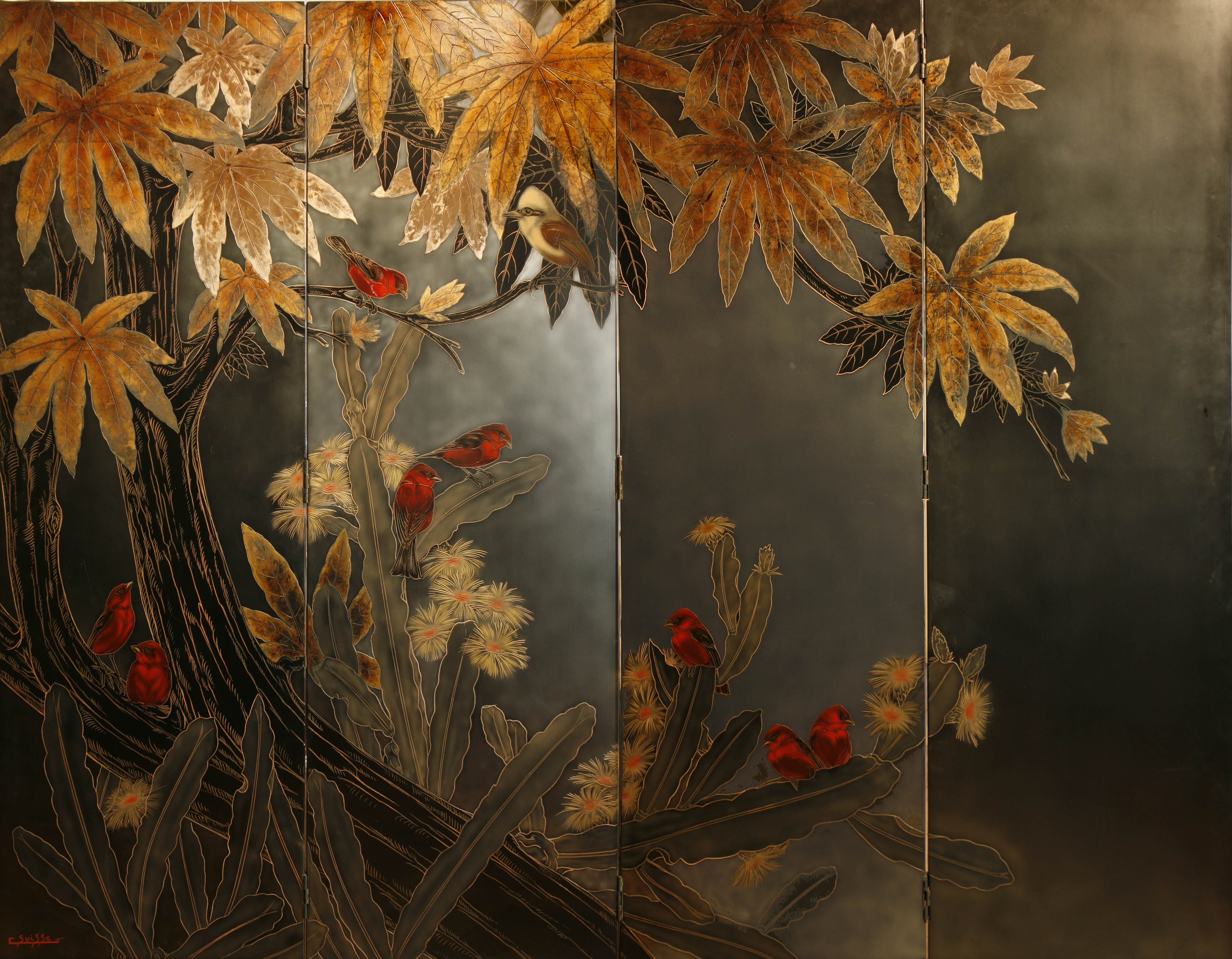
Paravent quatre feuilles. Feuillage réalisé en feuilles de cuivre et d’argent oxydées, le fond en laque anthracite à l’écaille d'ablette.

Gaston Suisse est né dans une famille d’artistes. Son frère était violoniste. Son père Georges Suisse, collectionneur et bibliophile, possédait plus de 10 000 livres , dont une très belle documentation sur l'art japonais et chinois, qui lui donnera le goût de l'Extrême Orient.
À 15 ans, c'est au Jardin des plantes que Gaston Suisse rencontre Paul Jouve, artiste déjà célèbre et confirmé. Tout de suite l'amour des animaux, l'observation et le dessin les rapprochent et marquent le début d’une longue amitié. 
Reçu au concours de l'École nationale supérieure des arts décoratifs, Gaston Suisse opta pour la spécialisation de laqueur. Son habileté pour ce savoir-faire se remarqua très vite. En effet, il remporta en 1914 une médaille d’or pour une composition décorative effectuée en laque de Chine rouge et or . 

Gaston Suisse fut également très sportif, il pratiqua l’aviron, sera champion de France en saut à la perche, au 100 m, puis en décathlon, il accumulera les médailles jusqu'en 1913. Mobilisé en juillet 1914, il combattra dans les tranchées à Verdun avec le 91e régiment d'infanterie, puis partira avec le 61e régiment d'infanterie dans l'armée d'Orient, il s'embarqua vers Salonique où il retrouva son ami Paul Jouve, lui aussi mobilisé. La guerre terminée, il reprendra ses études à l'École nationale supérieure des arts décoratifs. Ses recherches personnelles et ses essais le conduisirent à faire une année supplémentaire à l’école des arts appliqués pour y parfaire, entre autres, les techniques de dorure et apprendre la chimie des oxydes sur métaux. Il mettra au point des techniques novatrices, pour obtenir des laques originales : utilisation d’écailles d’ablettes ou d'oxydations métalliques. Gaston Suisse exécuta des meubles et objets en laque de Chine, décoré dans un style abstrait et géométrique qui fut la marque de sa recherche personnelle. Gaston Suisse, comme d'ailleurs beaucoup d'artistes de cette époque, se présentait comme décorateur.

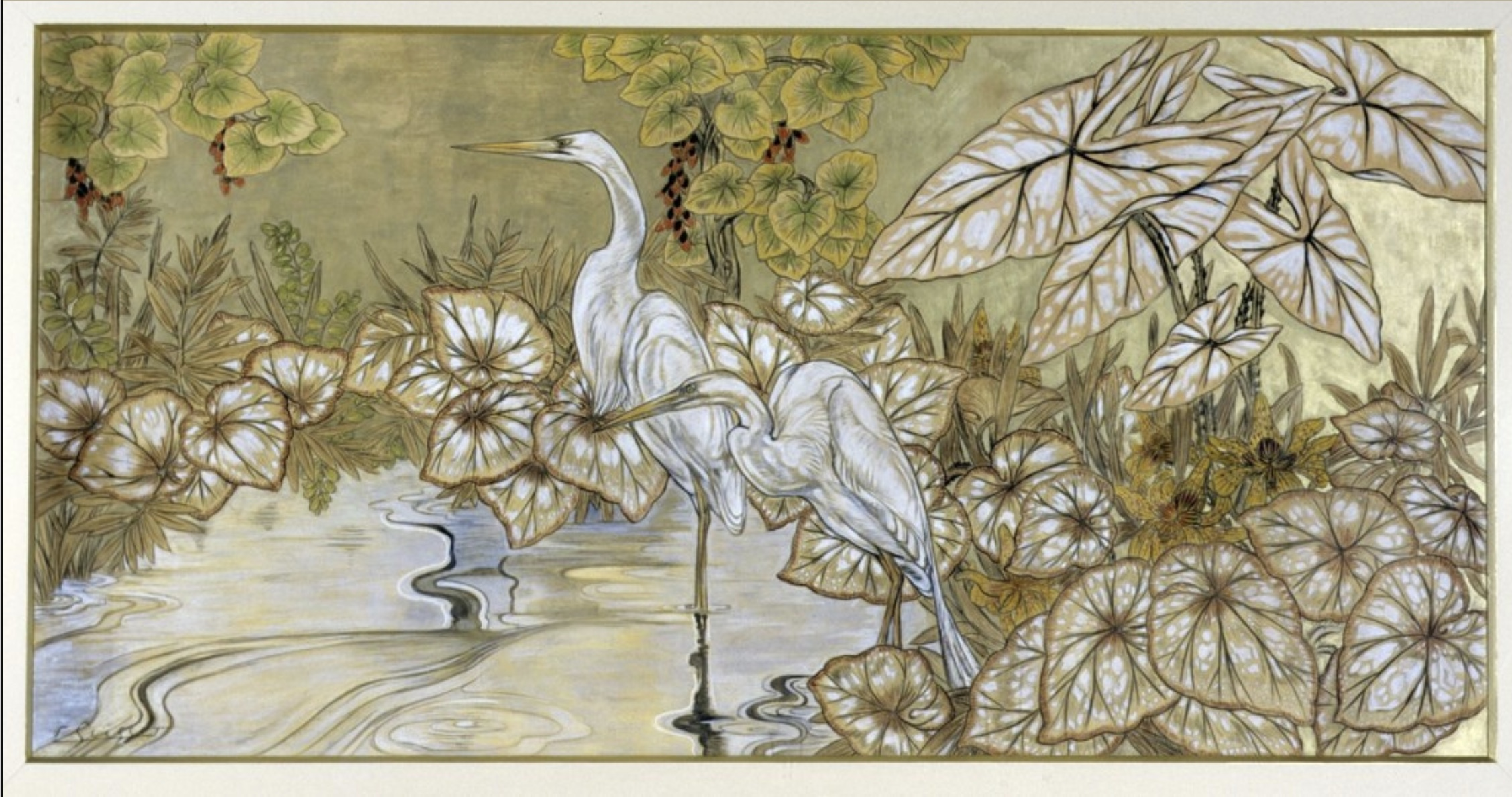
Les Aigrettes. Musée des Beaux-Arts Reims.

II séjourna à Alger en 1924 pour la décoration de l'Alhambra, parcourut le Maghreb en ramena de nombreux croquis d’antilopes, de gazelles, de singes magots, et de fennecs. Au début 1925, fasciné par le Sud, il traversa le Sahara en caravane, descendit jusque dans le Tassili, en pays Touareg puis vers l’Afrique d'où il ramena de très nombreuses études.
De retour à Paris, il exécuta pour Maurice Dufrène la décoration du pavillon de la maîtrise des Galeries Lafayette . Exposant à la galerie Brandt, avec le groupe des animaliers, il dessina pour ce dernier des grilles d'intérieur et des caches radiateurs qui furent exécutés en fer forgé,. Il réalisa pour les ensembliers Jansen, Straub, Brandt,Jacques-Émile Ruhlmann et Boyer, des meubles et des panneaux laqués et décorés, et pour Hermès une centaine de coffrets laqués destinés à être vendus aux États-Unis.

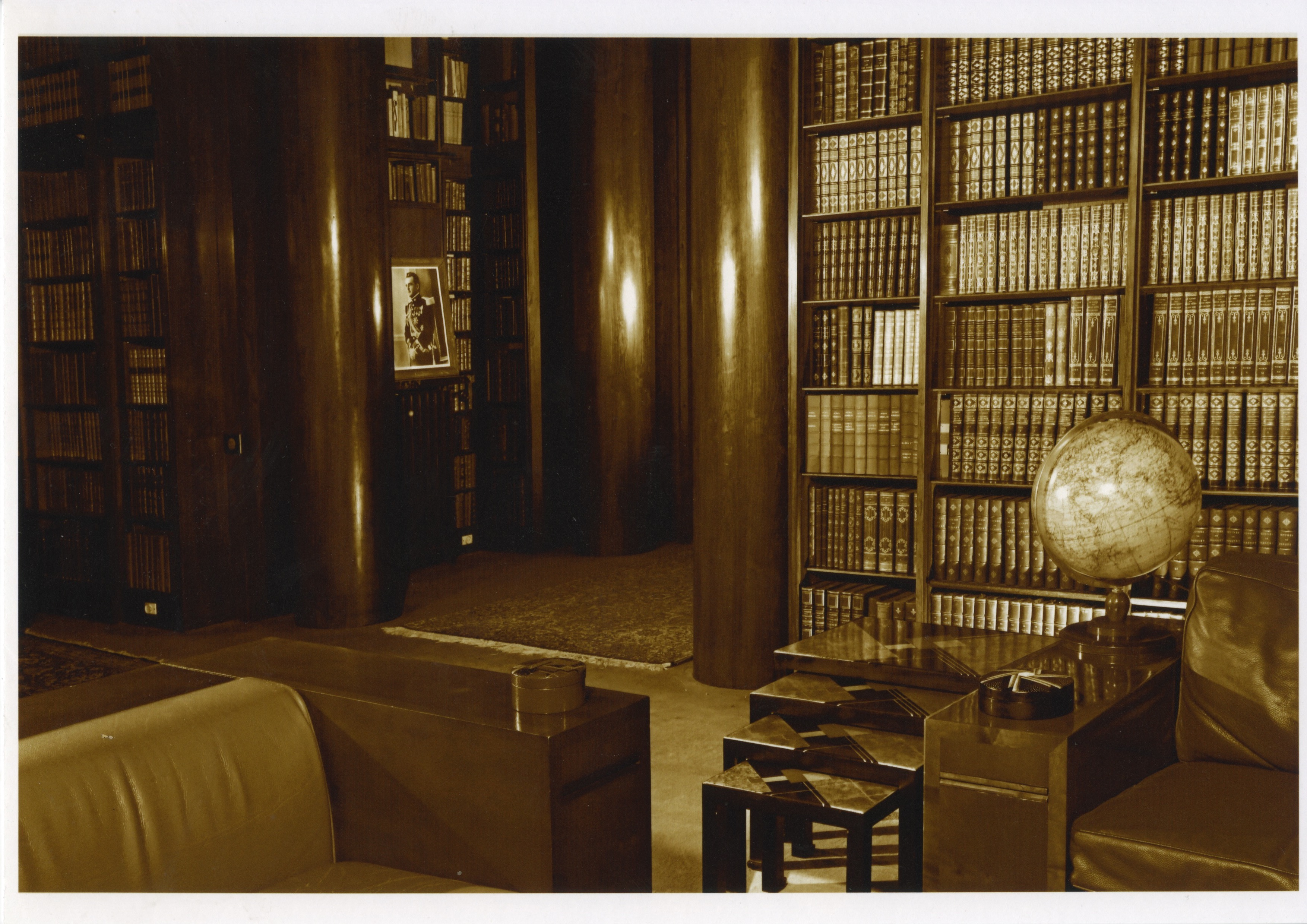
Tables Gigognes en laque, salon Ruhlman, intérieur Palais Tardieu

À nouveau mobilisé pendant la Seconde Guerre mondiale, il fut fait prisonnier et réussit à s’évader et à rejoindre la zone libre. Le musée de Vernon lui a consacré une rétrospective en 2000. Pour son centenaire en 2004, le musée d'Art de Dallas a organisé une très importante exposition intitulée "Passion for Art, 100 treasures, 100 years’". Un cabinet trois portes en laque à décor d’oiseaux de Gaston Suisse fut exposé, parmi les cent chefs-d’œuvre choisis dans les collections du musée.
En 2006, le musée des Beaux-Arts de Reims organisa l'exposition « l’Art Déco de Reims à New York », où figurait un grand pastel à décor d’aigrettes, et une table basse en laque de Chine à décor d’incrustation de coquilles d’œufs.

## Distinctions
- Médaille commémorative d'Orient
- Médaille commémorative de Roumanie
- Médaille serbe
- Sociétaire de la Société nationale des beaux-arts[35], sociétaire de la Société des artistes français[36],[37], sociétaire du Salon d'automne[38], sociétaire de la Société des artistes animaliers[39],[40], sociétaire de la Société des artistes décorateurs[41],[42].

Lors de l'Exposition internationale des Arts décoratifs et industriels modernes de 1925, Gaston Suisse fut gratifié d’une médaille d’or,,,. L’année suivante 1926, ce fut le Grand prix du Salon d'automne,, au Grand Palais des Champs-Élysées. En 1930, il reçut le Grand prix de la Société nationale des Beaux-Arts, en 1931 la médaille d’or de l’Exposition coloniale internationale, en 1934 le Grand prix de la Société Nationale des Beaux-Arts, le Prix Puvis de Chavanne, de la Société nationale des beaux-arts, en 1936, la médaille d’or de l’Exposition internationale des Arts et Techniques, de 1937 et la médaille d’argent, au concours de la Société d’encouragement à l’Art, 1939.

## Expositions
Après  l’Exposition internationale des Arts décoratifs et industriels modernes de 1925 , Gaston Suisse exposa ses œuvres dans l’Exposition coloniale internationale de Paris en 1931, et l’Exposition Internationale des Arts et Techniques de Paris en 1937,.
Il exposa au Salon des artistes animaliers français  (1924, 1925, 1927, et 1928) et participa chaque année aux expositions du groupe des animaliers A la Galerie Brand (de 1927 à 1932), puis Galerie Malesherbes (de 1933 à 1938), puis au cercle Volney (de 1949 à 1957). La Galerie Boyer eut à partir de 1942 et de 1953 jusqu'en 1982, une exposition permanente, de même la Galerie Susse avait une exposition permanente à Paris , (de 1938 à 1953). Ses œuvres furent ensuite exposées à la Cité internationale des arts à Paris en 1971, au Musée Bellerive de Zurich, en 1976, à la Galerie des peintres voyageurs à Paris 1995, au musée d'Orléans (1994, 1996, 1998)  , au musée de la ville de Vernon (2000), au Dallas Museum of Art, Dallas, Texas, USA. Exposition Passion of Art, du 12 octobre 20003 au 14 mars 2004, au musée des Beaux-Arts de Reims , exposition: "Années folles, Années d'ordre, l'Art déco de Reims à New York" en 2007, la même année à Valbonne, " Le monde animal dans l'art décoratif des années 30" du 7 au 29 juillet 2007,,. Plus récemment, la Galerie Félix Marcilhac, à Paris organisa une exposition Gaston Suisse du 16 octobre au 17 novembre 2013, et la Cité de l'architecture et du patrimoine de Paris lors de l'exposition Quand l'art déco séduit le monde, du 16 octobre 2013 au 3 mars 2014, exposa un panneau de laque et un paravent .

## Quelques œuvres
Gaston Suisse a réalisé de nombreux objets en laque : meubles, paravents, panneaux, coffrets, boîtes et écrans.
Artiste animalier, il dessina de nombreux croquis lors de ses voyages au Maghreb et dans les zoos d'Europe qui lui servirent d'études pour la réalisation de ses compositions.

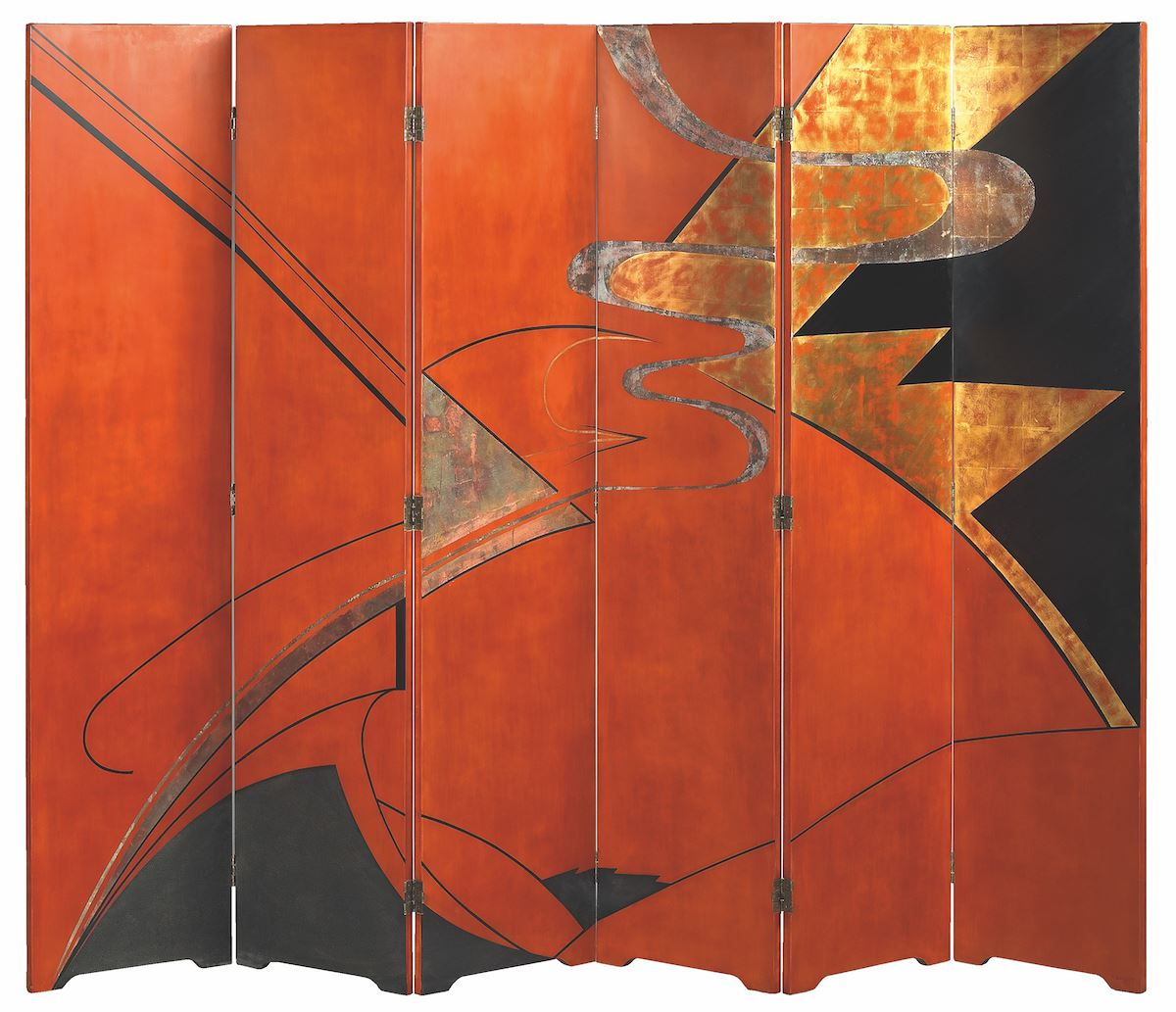
Paravent Vague, 1925[73].
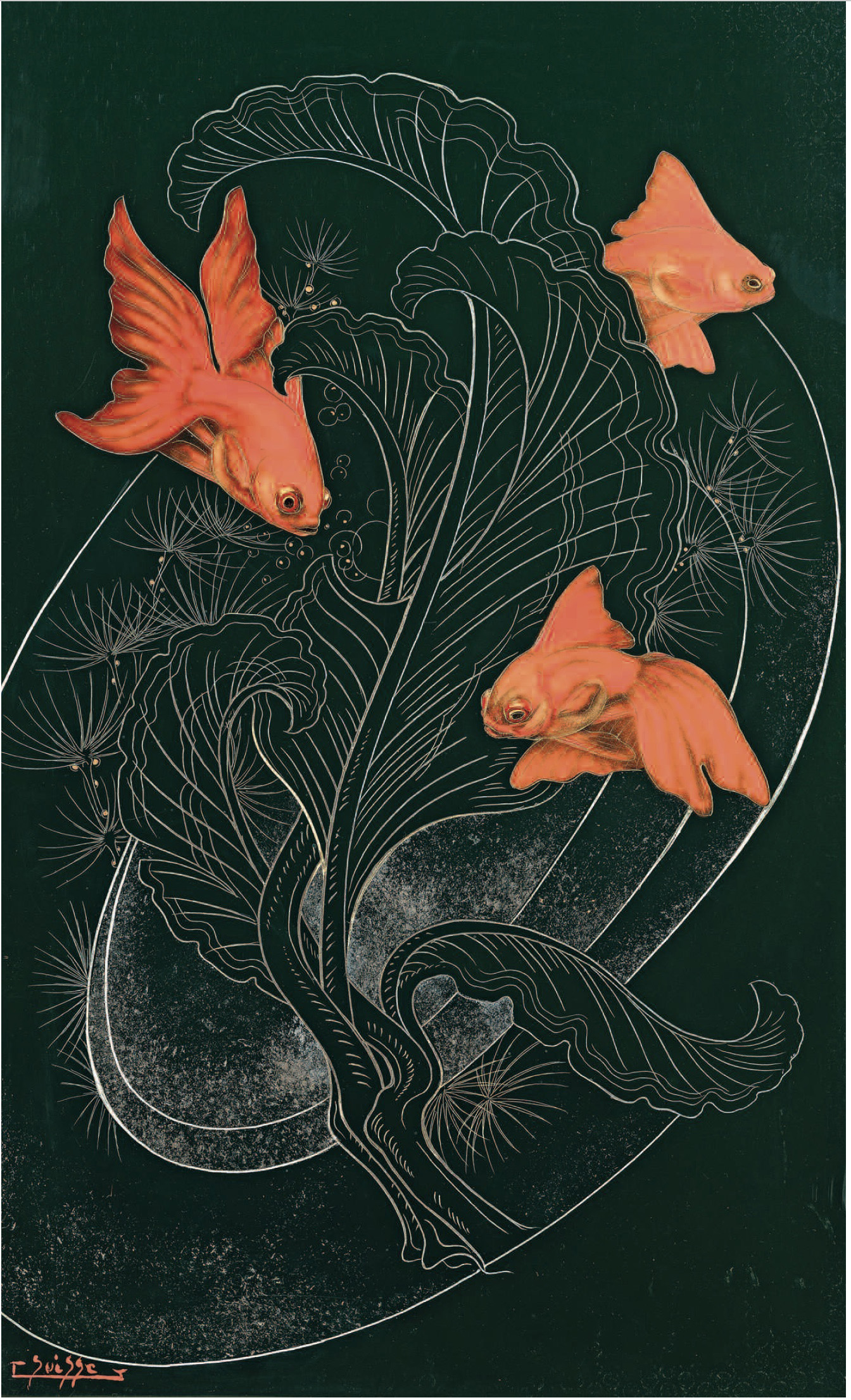
Poissons japonais et gorgone[74].
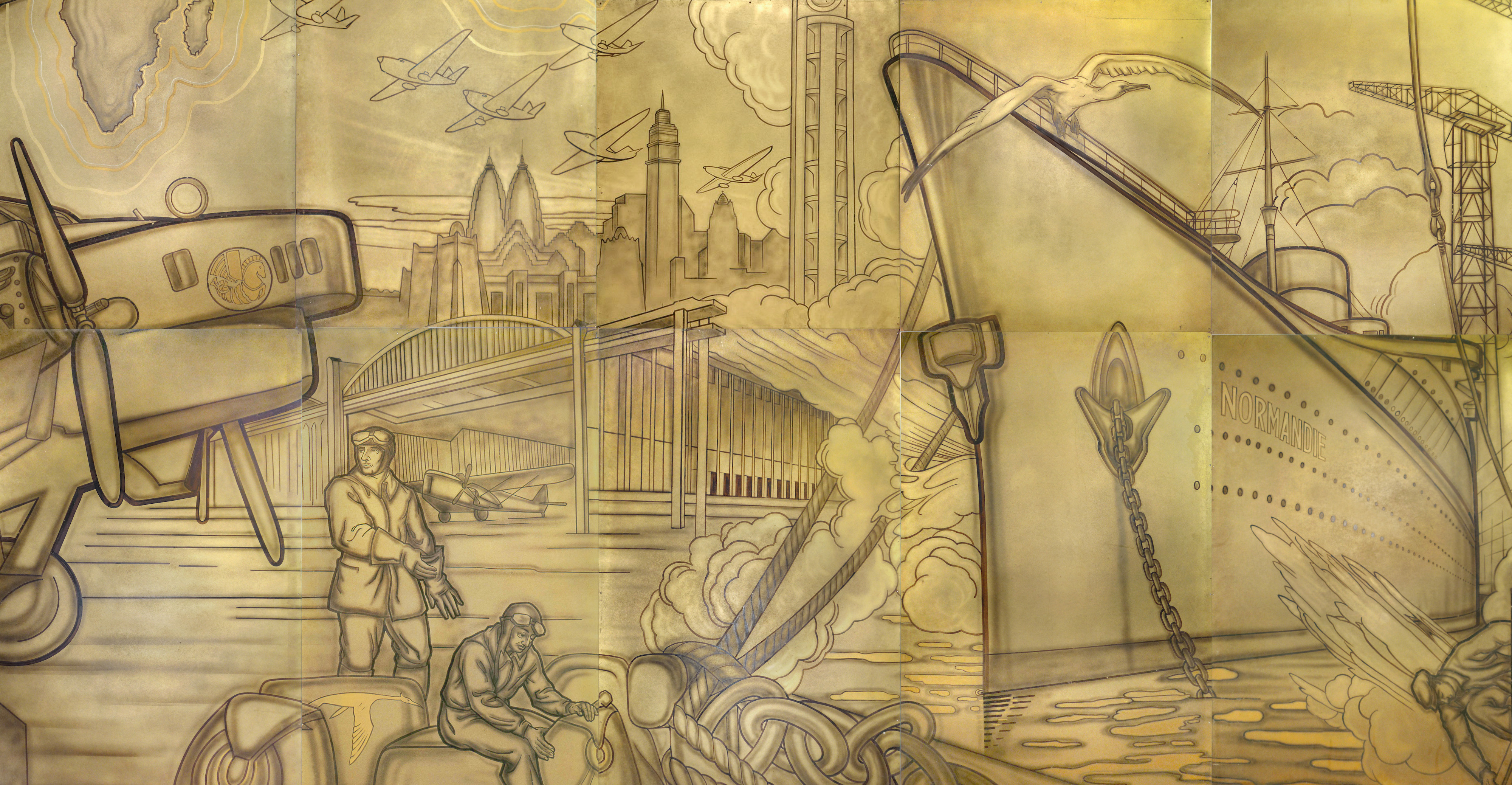
Normandie et aviateur, Exposition Internationale Paris 1937. Musée d'Art Moderne Paris
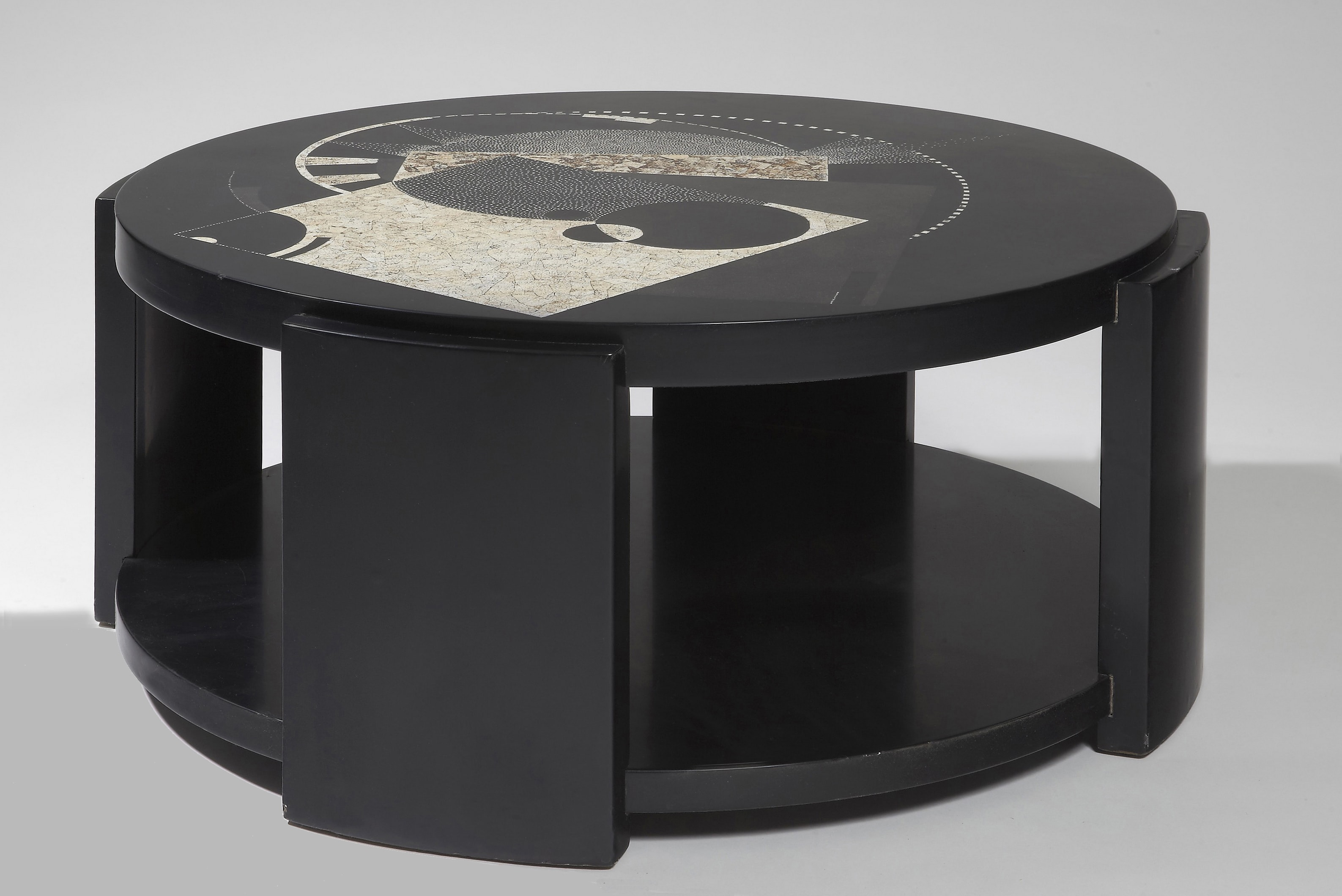
Table basse en laque,1931